# 172947 Baeyens
172947 Baeyens este un asteroid din centura principală de asteroizi.

## Descriere
172947 Baeyens este un asteroid din centura principală de asteroizi. A fost descoperit pe 13 mai 2005 la Mount Lemmon de Albert D. Grauer. Asteroidul prezintă o orbită caracterizată de o semiaxă mare de 3,00 ua, o excentricitate de 0,07 și o înclinație de 11,4° în raport cu ecliptica.